# سنت مونانز
سنت مونانز (به انگلیسی: St Monans) یک شهرک در اسکاتلند است که در فایف واقع شده‌است. سنت مونانز ۱٬۳۴۰ نفر جمعیت دارد.